# 索菲·汉松
索菲·汉松（瑞典語：Sophie Hansson，1998年8月2日—）是一名瑞典女子游泳运动员，主攻蛙泳。她的父亲Lars-Olof、姐姐路易丝和弟弟Gustaf都是游泳选手。她在刚学会走路时便开始接触游泳，大约10岁时开始首次参加比赛。2018年9月，她进入北卡罗来纳州立大学，开始代表该校校队参加美国校际比赛。